# Bramalea—Gore—Malton
Circonscription électorale fédérale du Canada
Bramalea—Gore—Malton (initialement connue sous les noms de Brampton—Malton et de Bramalea—Gore—Malton) était une circonscription électorale fédérale et provinciale en Ontario.

## Circonscription fédérale
La circonscription était située dans la région de Brampton et de Mississauga, dans la banlieue de Toronto. Dans cette circonscription se trouvait l'aéroport international Lester B. Pearson.
Les circonscriptions limitrophes sont Brampton—Springdale, Dufferin—Caledon, Etobicoke-Nord, Mississauga—Brampton-Sud et Vaughan.
Elle possède une population de 152 698 habitants, dont 98 332 électeurs, sur un territoire de 151 km2.

### Résultats électoraux
|       | Candidat          | Parti              | # de voix | % des voix |
|       | Bal Gosal         | Conservateur       | +19 907,  | 34,44 %    |
|       | (x) Gurbax Malhi  | Libéral            | +16 402,  | 28,38 %    |
|       | Jagmeet Singh     | NPD                | +19 368,  | 33,51 %    |
|       | John R.A. Moulton | Vert               | +01 748,  | 3,02 %     |
|       | Frank Chilelli    | Marxiste-léniniste | +00371,   | 0,64 %     |
| Total | Total             | Total              | 57 796    | 100 %      |

|       | Candidat         | Parti              | # de voix | % des voix |
|       | Stella Ambler    | Conservateur       | +18 350,  | 37,18 %    |
|       | (x) Gurbax Malhi | Libéral            | +22 214,  | 45,01 %    |
|       | Jash Puniya      | NPD                | +05 935,  | 12,03 %    |
|       | Mark Pajot       | Vert               | +02 545,  | 5,16 %     |
|       | Frank Chilelli   | Marxiste-léniniste | +00309,   | 0,63 %     |
| Total | Total            | Total              | 49 353    | 100 %      |

### Historique
La circonscription de Brampton—Malton apparut en 1987 avec des portions de Brampton—Georgetown et de Mississauga-Nord. La circonscription fut renommée Bramalea—Gore—Malton en 1990, Bramalea—Gore—Malton—Springdale en 1998 et en Bramalea—Gore—Malton en 2003. Lors du redécoupage électoral de 2015, la circonscription fut abolie et redistribuée parmi Brampton-Est, Mississauga—Malton, Brampton-Centre et Brampton-Nord.
| Législature                                                                           | Années    | Député | Député             | Parti                     |
| ------------------------------------------------------------------------------------- | --------- | ------ | ------------------ | ------------------------- |
| Bramalea—Malton issue de Brampton—Georgetown et de Mississauga-Nord                   |           |        |                    |                           |
| 34e                                                                                   | 1988–1993 |        | Harry Chadwick     | Progressiste-conservateur |
| Bramalea—Gore—Malton                                                                  |           |        |                    |                           |
| 35e                                                                                   | 1993–1997 |        | Gurbax Singh Malhi | Libéral                   |
| 36e                                                                                   | 1997–2000 |        | Gurbax Singh Malhi | Libéral                   |
| Bramalea—Gore—Malton—Springdale                                                       |           |        |                    |                           |
| 37e                                                                                   | 2000–2004 |        | Gurbax Singh Malhi | Libéral                   |
| Bramalea—Gore—Malton                                                                  |           |        |                    |                           |
| 38e                                                                                   | 2004–2006 |        | Gurbax Singh Malhi | Libéral                   |
| 39e                                                                                   | 2006–2008 |        | Gurbax Singh Malhi | Libéral                   |
| 40e                                                                                   | 2008–2011 |        | Gurbax Singh Malhi | Libéral                   |
| 41e                                                                                   | 2011–2015 |        | Bal Gosal          | Conservateur              |
| Redistribuée parmi Brampton-Est, Mississauga—Malton, Brampton-Centre et Brampton-Nord |           |        |                    |                           |

## Circonscription provinciale
Depuis les élections provinciales ontariennes du 4 octobre 2007, l'ensemble des circonscriptions provinciales et des circonscriptions fédérales sont identiques.
1. ↑  Élections Canada.